# فریبرز عسگری
فریبرز عسکری (زادهٔ ۶ خرداد ۱۳۵۱ در تهران) تکواندوکار پیشین ایرانی می‌باشد. وی در مسابقات قهرمانی جهان ۱۹۹۵ صاحب نشان برنز شده‌است. وی همچنین نشان طلای بازی‌های آسیایی ۱۹۹۴ و سه نشان طلا، نقره و برنز قهرمانی آسیا و مدال نقرهٔ مسابقات آزمایشی تکواندو در المپیک تابستانی ۱۹۹۲ را به دست آورده‌است. وی طی سال‌های ۱۳۹۰ تا ۱۳۹۱  و در المپیک ۲۰۱۲ لندن و همچنین در المپیک ۲۰۲۰ توکیو سرمربی تیم ملی تکواندو ایران بود.

## زندگی و فعالیت
فریبرز عسکری در خرداد ۱۳۵۱ در تهران زاده شد. در ۷ سالگی به اجبار پدرش فرامرز عسکری که ورزشکار بوکس و کاراته بود، فعالیت خود در تکواندو را آغاز کرد. در ۱۷ سالگی به تیم ملی بزرگسالان ایران دعوت شد و به مدت ۱۰ سال با پیراهن تیم ملی ایران در رقابت‌ها شرکت کرد.
در سال ۱۹۹۲ قهرمان آسیا شد و همان سال در مسابقات تکواندو که به صورت غیررسمی در المپیک تابستانی برگزار می‌شد شرکت کرد و با دو پیروزی به دیدار پایانی رسید و این در رقابت به خوزه سانتولاریا از اسپانیا باخت و به نشان نقره رسید. وی در بازی‌های آسیایی ۱۹۹۴ در هیروشیما در دستهٔ ۷۰– قهرمان شد و در وزن ۷۲– کیلوگرم در مسابقات قهرمانی جهان ۱۹۹۵ شرکت کرد و به نشان برنز رسید. در رقابت‌های قهرمانی آسیا در سال ۱۹۹۶ نایب قهرمان شد و در سال ۲۰۰۰ نیز سوم شد.
عسکری جام جهانی نیز یک مدال نقره و یک مدال برنز به دست آورد.
وی در سال ۲۰۰۰ و پس از رقابت‌های قهرمانی آسیا از رقابت‌های تکواندو کناره‌گیری کرد.
عسکری در ۵ آبان ۱۳۹۰ به سرمربی‌گری تیم ملی ایران انتخاب شد و هدایت این تیم در المپیک تابستانی ۲۰۱۲ و مسابقات کشورهای اسلامی را بر عهده گرفت. عسکری پس از المپیک ۲۰۱۲ و در ۲۴ دی ۱۳۹۱ توسط فدراسیون تکواندو از سمت سرمربی‌گری تیم ایران برکنار شد و مرتضی کریمی جانشین وی شد.

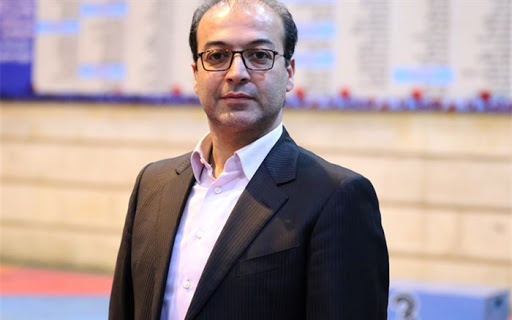
فریبرز عسکری سرمربی سابق تیم ملی تکواندو ایران

عسکری دوباره در ۱۳ اسفند ۱۳۹۶ توسط فدراسیون تکواندوی ایران به عنوان سرمربی تیم ملی مردان برگزیده شد و در حال حاضر در این سمت به فعالیت خود ادامه می‌دهد.